# Heidi Wujek
Heidi C. Wujek (* 10. Juli 1948 in Deutschland) ist eine deutsche Kostümbildnerin.

## Leben und Wirken
Heidi Wujek durchlief eine Schneiderlehre und besuchte bis zur Meisterprüfung die Deutsche Meisterschule für Mode in München. Von 1973 bis 1975 war sie Kostümbild-Assistentin, seit 1975 ist sie eigenverantwortliche Kostümbildnerin. Seitdem ist Heidi Wujek eine gefragte Kostümbildnerin, die für ihre Tätigkeit rund um die Welt (u. a. USA, Afrika, Iran, Sri Lanka, England, Tschechoslowakei, Spanien, Irland, Frankreich und Italien) reiste. In den kommenden Jahrzehnten kooperierte sie mit so unterschiedlichen Regisseuren wie Wolfgang Liebeneiner, George Miller, Michael Verhoeven, Franz Xaver Bogner, Franz Peter Wirth und Holm Dressler.
Wujek versorgte sowohl nationale wie auch (in Deutschland gedrehte) internationale Produktionen (Die 21 Stunden von München, Missile X – Geheimauftrag Neutronenbombe, Nightkill, Der Feuersturm, Die unendliche Geschichte II – Auf der Suche nach Phantásien), war sich aber auch nicht zu schade für einen Hardcore-Porno (Alois Brummers/Ernst Hofbauers Rasputin – Orgien am Zarenhof) und betreute zuletzt 658 Folgen der ARD-Daily Soap Sturm der Liebe. Weitere Wujek-Serien waren Der Fahnder, Irgendwie und Sowieso, Die schnelle Gerdi, Café Meineid, Der Bulle von Tölz und SOKO Kitzbühel. Am Theater hat Heidi C. Wujek Komödien wie Musicals (in San Francisco) mit ihren Kostümentwürfen versorgt.

## Filmografie
Beim Fernsehen, wenn nicht anders angegeben
- 1975: Mein Onkel Theodor oder Wie man im Schlaf viel Geld verdient (Kino)
- 1975: Das Rückendekolleté (Kino)
- 1976: Die 21 Stunden von München
- 1978: Hurra, die Schwedinnen sind da (Kino)
- 1978: Götz von Berlichingen mit der eisernen Hand (Kino)
- 1978: Missile X – Geheimauftrag Neutronenbombe (Kino)
- 1979: Das Ziel
- 1980: Nightkill (Kino)
- 1982: Tatort: Tod auf dem Rastplatz
- 1983: Ein König ohne Reich
- 1983: Rasputin – Orgien am Zarenhof (Kino)
- 1983: Der Dichter vom Bahnhof
- 1984–1985: Der Fahnder (Serie)
- 1985: Flucht in den Norden (Kino)
- 1986: Irgendwie und Sowieso (Serie)
- 1986: Abenteuer im Spielzeugland (Babes in Toyland)
- 1987–1988: Zur Freiheit (Serie)
- 1989: Die schnelle Gerdi (Serie)
- 1989: Karambolage
- 1990: Café Europa (Kino)
- 1990: Die unendliche Geschichte II – Auf der Suche nach Phantásien (The NeverEnding Story II: The Next Chapter) (Kino)
- 1992: Lilli Lottofee (Serie)
- 1994: Frankenberg (Serie)
- 1995: Café Meineid (Serie)
- 1997: Verdammtes Glück
- 1999: Einmal leben
- 2000–2003: Der Bulle von Tölz (Serie)
- 2003: SOKO Kitzbühel (Serie)
- 2005: Ein Paradies für Tiere
- 2005–2008: Sturm der Liebe (Serie)